# Kapsalon

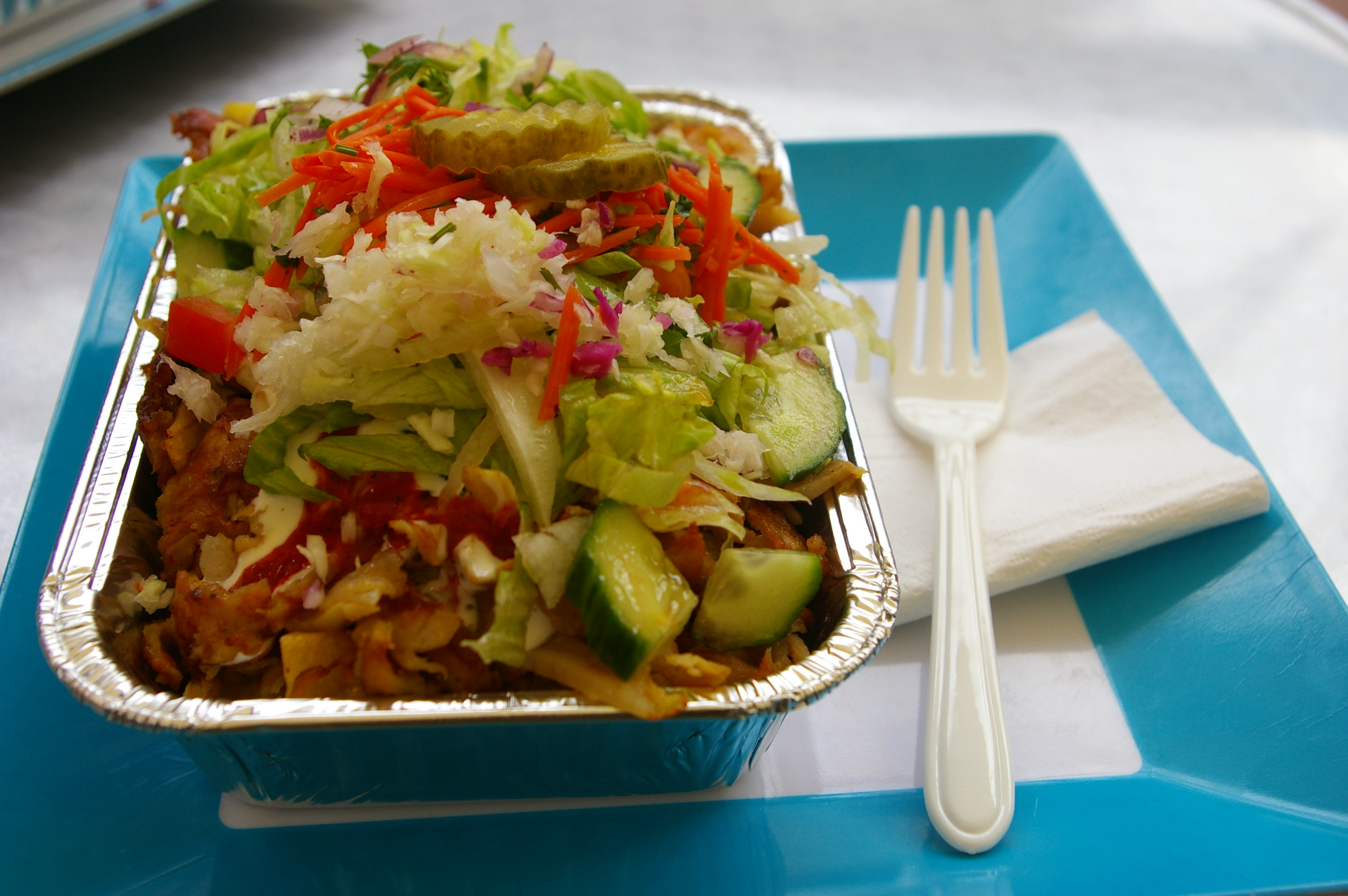
Kapsalon

Kapsalon – holenderskie danie typu fast food, na które składają się frytki przykryte szoarmą i warstwą sera gouda, zapiekane do momentu roztopienia sera, a następnie pokryte warstwą sałatki. Najczęściej podawane z sosem czosnkowym lub innym ostrym sosem. Zamiast szoarmy do przyrządzenia potrawy wykorzystuje się także m.in. kebab, gyros lub falafel.
Nazwa kapsalon w języku niderlandzkim oznacza dosłownie salon fryzjerski. Danie zostało wymyślone w 2003 roku przez Nathaniëla Gomesa (pseudonim Tati) – fryzjera z Rotterdamu, który we współpracy z położoną niedaleko jego salonu restauracją serwującą szoarmę połączył wszystkie swoje ulubione składniki w jedną potrawę. Od tego czasu kapsalon rozprzestrzenił się w Holandii i Belgii, gdzie można go dostać w punktach gastronomicznych serwujących szoarmę lub kebab.
Jedna porcja może zawierać do ok. 1800 kcal.